# Rinorea castaneoides
Rinorea castaneoides är en violväxtart som först beskrevs av Daniel Oliver, och fick sitt nu gällande namn av Carl Ernst Otto Kuntze. Rinorea castaneoides ingår i släktet Rinorea och familjen violväxter. Inga underarter finns listade i Catalogue of Life.